# Arnaldo Mesa
Pour les articles homonymes, voir Mesa.
Arnaldo Mesa est un boxeur cubain né le 6 décembre 1967 à Frank País et mort le 17 décembre 2012 à Holguín.

## Carrière
Aux Jeux olympiques d'été de 1996, il combat dans la catégorie des poids coqs et remporte la médaille d'argent. Il a remporté d'autres médailles internationales, dont deux titres aux Jeux panaméricains et trois médailles de bronze aux championnats du monde de boxe amateur.
Mesa meurt le 17 décembre 2012 à l'âge de 45 ans à la suite d'une hémorragie cérébrale.

## Palmarès

### Jeux olympiques
- Jeux olympiques de 1996 à Atlanta
  -  Médaille d'argent (poids coqs)

### Championnats du monde amateurs
- Reno 1986
  -  Médaille de bronze (poids coqs)
- Moscou 1989
  -  Médaille de bronze (poids plumes)
- Sydney 1991
  -  Médaille de bronze (poids plumes)

### Jeux panaméricains
- La Havane 1991
  -  Médaille d'or (poids plumes)
- Mar del Plata 1995
  -  Médaille d'or (poids plumes)